# Pagasas

Mapa con algunas de las principales ciudades de la antigua Tesalia y zonas adyacentes. Págasas estaba situada en la costa del golfo que lleva su nombre.

Pagasas o Págasas (del griego: Παγασαί [Pagasaí]) fue una ciudad de Magnesia en Tesalia al norte del golfo de Pagasas (del griego: Παγασητικός κόλπος [Pagasētikós kólpos] y del latín: Pagasaeus Sinus). Según la tradición, Pagasas es el puerto de donde zarpó la expedición de los argonautas rumbo a la Cólquida en busca del vellocino de oro. Estrabón suponía que el nombre de Pagasas daba del griego: ναυπηγία [naupēguía] ‘construcción de barcos’, relacionado con que fue allí donde se construyó la nave en que viajaron los argonautas o quizá con que en el territorio se hallaban un gran número de manantiales (del griego: πηγαί [pēgaí]). En la obra literaria arcaica El escudo de Heracles se cita el culto a Apolo Pagaseo.
En tiempos de Temístocles, en el año 477/6 a. C., Págasas fue el lugar donde se concentró la flota griega a invernar, después de la huida de la flota persa de Jerjes. También era un lugar donde se podía comerciar con trigo, carne o esclavos.
Pasó a Macedonia en el año 354 a. C. Sus habitantes hubieron de dejar la ciudad para instalarse en Demetrias, cuando esta ciudad fue fundada en 290 a. C., pero después de la conquista romana fue reconstruida y se convirtió en una ciudad importante. En tiempos de Estrabón era el puerto de Feras y una de las principales ciudades de Tesalia.
Sus ruinas están cerca de la moderna Volos.